# Manon Claeys
Manon Clayes, née en 1986 à Maldegem, est une cavalière paralympique belge.

## Biographie
Manon Clayes nait le 3 janvier 1986 à Maldegem en Belgique. Elle a peine cinq ans lorsqu'elle monte pour la première fois sur un poney au club équestre d'Oedelem-Beernem. Manon tient sa passion des sports équestres de son grand-père, qui possédait un centre pour chevaux de ferme.
En 2007, une chute de cheval lui cause des lésions de plusieurs nerfs, des fractures aux vertèbres ainsi qu’au niveau du cou. Après une longue rééducation de deux ans, Manon Clayes présente encore une paralysie unilatérale de la moitié droite de son corps.
En 2016, elle participe pour la première fois à des épreuves de para dressage avec son cheval San Dior.
En 2017, pour sa première participation à un tournoi d'envergure, elle remporte la médaille d'argent à l'Euro de para-dressage à Göteborg, en Suède lors des individual tests, seule discipline équestre des jeux Paralympiques.
Elle participe en 2020 aux Jeux paralympiques d'été et remporte une médaille de bronze dans les compétitions Catégorie IV - Grand Prix Individuel et Catégorie IV - Grand Prix libre.
En 2022, elle est cinquième de l'épreuve individuelle en Grade IV en para-dressage lors des championnats du monde d'équitation à Herning au Danemark.
En 2024, Manon Clayes est désignée avec Joachim Gérard pour porter le drapeau belge lors de la cérémonie d'ouverture des Jeux Paralympiques à Paris.